# ضیافت / میراث
ضیافت / میراث (با نامِ پیشینِ میراث و ضیافت) کتابی است از بهرام بیضایی که در آن دو نمایشنامهٔ تک‌پرده‌ایِ «ضیافت» و «میراث» آمده است.

## متن
هر دو نمایشنامه در بهارِ ۱۳۴۶ نوشته شد. همین سال «میراث» در کتاب نمایش چاپ شد و «ضیافت» در مجلّهٔ پیام نوین (۲، آذر). سالِ ۱۳۵۵ این دو نمایشنامه در کتابِ میراث و ضیافت به وسیلهٔ انتشاراتِ نگاه چاپ شد. شکل بازنگری‌شده‌ای از این هر دو نمایشنامه در جلدِ دوّمِ دیوان نمایش چاپ شده است. همین متن‌ها در دی ماه ۱۳۹۳ با هم در کتابی به نامِ ضیافت / میراث به وسیلهٔ انتشاراتِ روشنگران و مطالعات زنان چاپ شدند. در این چاپِ اخیر، بر خلافِ چاپِ انتشاراتِ نگاه، ضیافت پیش از میراث آمده است.

## نخستین نمایش
هر دو نمایش در آذر ماه ۱۳۴۶ در تالار ۲۵ شهریور تهران به کارگردانی نویسنده همراه گروه هنر ملی اجرا شد؛ و اینجا بود که کارگردانی بیضایی نخستین بار بخت نمایش همگانیِ زنده یافت.
بازیگران نمایش عبارت بودند از: مهین مهرک، حسین کسبیان، محمود دولت‌آبادی، جمشید لایق، جمشید مشایخی، سعید اویسی، محمد ابهری، عزت‌الله رمضانی‌فر، عنایت بخشی، بهمن مفید.

### واکنش‌ها
نمایشِ پاییزِ ۱۳۴۶ سببِ واکنش‌هایی گاه تند شد. سعید سلطان‌پور و آربی اوانسیان به تلخیِ تمثیلیِ ضیافت خرده گرفتند و محمود دولت‌آبادی، که بازیگرِ نقشِ کوچک آقا در میراث بود، از نمایش طرفداری کرد.